# 전북특별자치도교육청남원학생교육문화관
전북특별자치도교육청남원학생교육문화관은 전북특별자치도 남원시 동충동 소재의 도서관이다.

## 연혁
- 2001. 08. 29 남원학생종합회관 설치 승인
- 2002. 11. 27 남원학생종합회관 개관(남원교육청 소속)
- 2002. 12. 20 남원지역 평생학습관 지정
- 2006. 07. 01 전라북도교육청 직속기관으로 직제개편
- 2007. 01. 01 남원교육문화회관으로 명칭 변경
- 2007. 01. 29 남원국민체육센터 준공
- 2011. 09. 01 운봉공공도서관을 남원교육문화회관소속운봉분관으로 직제개편
- 2012. 01. 01 제9대 정성모 관장 부임

## 시설현황
본관
- 지하: 기계실 및 전기실
- 1층: 종합자료실, 정기간행물실 및 장애인열람실, 나눔터, 준비실, 숙직실
- 2층: 관장실, 총무과, 아동열람실, 소회의실, 문서실
- 3층: 교육문화과, 디지털영상관, 디지털자료실, 자료보존실, 무용실, 컴퓨터실, 서버실, 미술실
- 4층: 컴퓨터실, 서예실, 교육실(6)
- 5층: 열람실
- 6층: 전시실, 다목적실

분관
- 1층: 종합자료실, 사무실, 분관장실, 숙직실
- 2층: 아동자료실, 평생교육실, 디지털자료실, 열람실

## 이용 안내
휴관일
- 매주 월요일, 법정공휴일, 임시공휴일
- 관장이 도서의 정리 및 시설의 보수, 기타사유로 휴관이 필요 하다고 인정하는 날(휴관일로 지정하면 사전에 공고)